# Deitingen
Deitingen es una comuna suiza del cantón de Soleura, ubicada en el distrito de Wasseramt. Limita al norte con las comunas de Riedholz, Flumenthal y Wangen an der Aare (BE), al este con Wangenried (BE), al sur con Subingen, y al oeste con Derendingen y Luterbach.

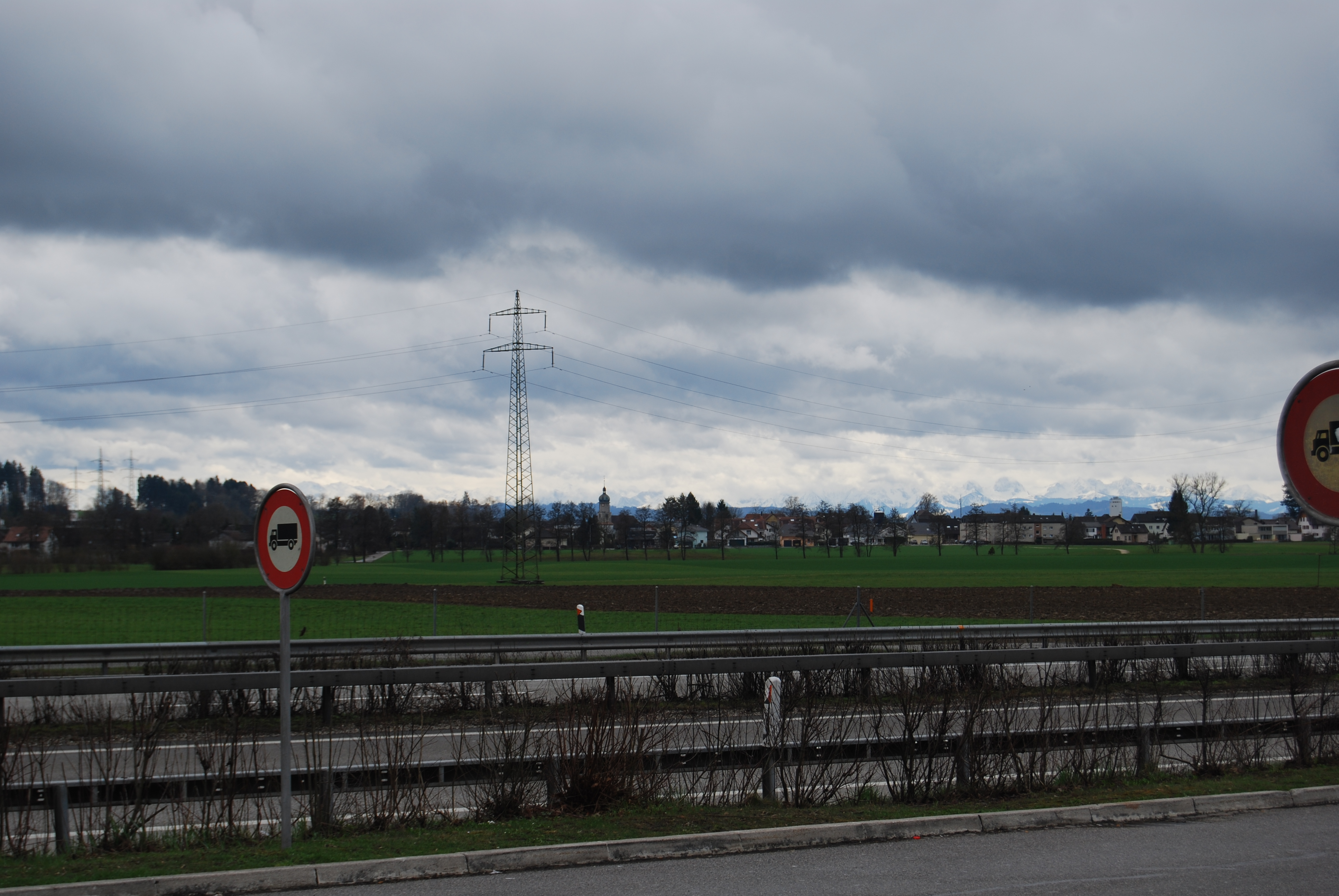
Deitingen